# Pyotr Volodkin
Pyotr Sergeyevich Volodkin (tiếng Nga: Пётр Сергеевич Володкин; sinh ngày 4 tháng 3 năm 1999) là một cầu thủ bóng đá người Nga thi đấu cho F.K. Spartak-2 Moskva.

## Sự nghiệp câu lạc bộ
Anh có màn ra mắt tại Giải bóng đá Quốc gia Nga cho F.K. Spartak-2 Moskva vào ngày 8 tháng 7 năm 2017 trong trận đấu với FC Sibir Novosibirsk.